# کراسینگز (فلوریدا)
کراسینگز (به انگلیسی: The Crossings) یک منطقهٔ مسکونی در ایالات متحده آمریکا است که در شهرستان میامی-دید، فلوریدا واقع شده‌است. کراسینگز ۹٫۸ کیلومتر مربع مساحت و ۲۲٬۷۵۸ نفر جمعیت دارد و ۲ متر بالاتر از سطح دریا واقع شده‌است.